# حلول سامورایی
حلول سامورایی (به ژاپنی: 魔界転生 Makai Tenshō) فیلمی به کارگردانی کینجی فوکاساکو است که در سال ۱۹۸۱ اکران شد.

## داستان فیلم
پس از قتل‌عام هزاران تن از مسیحیان توسط سربازان شوگون‌سالاری توکوگاوا پس از شورش شیمابارا، آماکوسا شیرو رهبر شورش احساس می‌کند که خدا آنها را ترک کرده و روح خود را با نیروهای تاریکی برای گرفتن قدرت جهت انتقام معامله می‌کند.

## بازیگران
- سونی چیبا در نقش یاگیو جونبی میتسویوشی
- کنجی ساوادا در نقش آماکوسا شیرو
- تومیسابورو واکایاما در نقش یاگیو مونه‌نوری
- کن اوگاتا در نقش میاموتو موساشی
- آکیکو کانا در نقش هوسوکاوا تاما
- هیدئو موروتا در نقش راهب هوزو این
- هیرویوکی سانادا در نقش ایگا نو کیری‌مارو
- تتسورو تامبا در نقش موراماسا
- میکیئو ناریتا در نقش ماتسودایرا نوبوتسونا
- نوبورو ماتسوهاشی در نقش توکوگاوا ایه‌تسونا
- جون اوبا در نقش یاگیو سامون تومونوری
- اتسوئو شیما در نقش یاگیو ماتاجورو مانفویو
- ماساتاکا ناروسه در نقش گنجورو کوگا
- آسائو اوچیدا در نقش ساکای اوتانوکامی تادایو
- کودوکاوا کاروکی در نقش ایتاکورا شیگه‌ماسا
- گوزو سوما در نقش آبه بونگونوکامی تادائاکی
- سن اوکامیچی در نقش هوتا بیچونوکامی ماساموری
- ماساتاکا کوبایاشی در نقش تودا اوجیکانه
- سابورو هایاشی در نقش میزونو کاتسوناری
- هیدئو ناکائه در نقش هوسوکاوا تاداتوشی
- هیدئو شیمادا در نقش تاچیبانا مونشیگه
- شینتارو میبو در نقش نابه‌شیما کاتسوشیگه
- میزوهو سوزوکی در نقش اوگاساوارا هومیو هیدکیو
- شیگرو شیروی در نقش ساساکی کوجیرو
- نائوکو کوبو در نقش یاجیما نو تسوبونه
- کینجی ناکامورا در نقش ایشیدا کازوسانوکامی
- کنجی کاوای در نقش کامیو بیزنوکامی
- یاسوهیرو سوزوکی در نقش تومیتا شوزن
- ماساهارو آریکاوا در نقش ایزاکی هینای
- ماساتاکا ایوائو در نقش یاسوی توبی
- جون هامامورا در نقش شیگسائمون
- هیروشی اینوزوکا در نقش سوگورو
- کاتسوتوشی آکیاما در نقش یوهی
- تاکاشی نوگوچی در نقش هیکوساکو
- نوبورو میتانی در نقش راهب مسافر
- کایوکو شیرایشی در نقش هوسوکاوا تاما (صدای روح)
- مینکو ماروهیرا در نقش دهقان
- آئوی ناکاجیما در نقش دختر دهقان
- تاکشیگه هاتاناکا در نقش سامورایی
- سیزو فوکوموتو در نقش کوگا نینجا